# Puerto de la Música
El Puerto de la Música es un proyecto arquitectónico que pretendía convertirse en un complejo cultural de referencia. Dispondría de sala de conciertos, centro de exposiciones y una escuela de música. En un principio se pensaba construir en la ciudad de Rosario, Provincia de Santa Fe, República Argentina, pero años después se propuso cambiar su ubicación a Granadero Baigorria, a la altura del barrio Remanso Valerio.
Su posible ubicación ha sido motivo de polémicas. En la actualidad aún no han comenzado las obras y la realización del proyecto está en duda.
Su diseño estuvo a cargo del arquitecto brasileño Oscar Niemeyer y se presentaba como un nuevo icono arquitectónico. El proyecto ubicaría la estructura de 80 m por 120 m y una altura de 42 m (con similitudes a la Ópera de Sídney o la Catedral de Brasilia) sobre la costa del río Paraná en parte del actual puerto, a unos 1.500 metros al sureste del Monumento Nacional a la Bandera.
El edificio tendría una capacidad interna de 2.500 espectadores y una explanada externa para más de 35.000 personas.

Al proyectar este teatro para Rosario, en Argentina, mi preocupación fue mantener dos soluciones arquitectónicas que vengo adoptando cuando se trata de un teatro.

Primero, garantizar que el espectáculo no se limite sólo a los que están en la platea, sino que también alcance a los de afuera, veinte o treinta mil personas, pudiendo participar del mismo. Solución que debí haber adoptado mucho antes, garantizando al teatro otra importancia.

La otra solución, que no me canso de repetir en todos mis proyectos, consiste en llevar al espectador directamente al foyer y a la sala de espectáculos, lo que evita obligarlo a una circulación más larga e innecesaria. También me preocupa dar al nuevo teatro una forma diferente, creando sorpresa arquitectónica con la que busco caracterizar mis obras.

Me acuerdo que al dibujar el corte transversal del proyecto, la curva sobre la platea pedía una solución más favorable a la acústica; al contrario que en el escenario, donde se necesita justamente mayor altura. El aspecto exterior del proyecto estaba así definido de forma nada arbitraria, sino ligado al problema estructural que surgía.

Dejamos el trabajo de lado por dos o tres días, interesados en examinarlo de nuevo por última vez. Todo nos pareció correcto y es optimista que estemos presentando a ustedes este proyecto.
Declaración de Oscar Niemeyer

## Superficie
TEATRO / ESCUELA DE MÚSICA:
- Subsuelo: 3500 m²
- Planta baja: 4500 m²
- Platea baja: 6150 m²
- Platea alta: 1650 m²
- Cabinas: 700 m²
- Total: 16500 m²

ADMINISTRACIÓN:
- Administración: 700 m²
- Sanitarios: 700 m²
- Total: 1400 m²

EXPOSICIONES / RESTAURANTE:
- Planta baja: 380 m²
- Exposiciones: 1680 m²
- Restaurante: 940 m²
- Total: 3000 m²

Superficie cubierta total: 20.900  m²